# 키지마 아이리
키지마 아이리(일본어: 希島あいり, 1988년 12월 24일 ~ )는 일본의 모델, 가수, 성인 비디오 여배우다. 2011년 사쿠라이 신디(桜井シンディ)에서 예명을 변경했다. 2012년 10월경 에비스 마스캇츠의 마지막 깃수로 가입되었으며 2013년 4월 그룹이 해체되며 탈퇴되었다. 2013년 8월 아이디어 포켓에서 발매된 《FIRST IMPRESSION 71》로 AV에 데뷔했다. 2015년 2월 4일, AV 여배우들만을 대상으로 한 음반사 Milky Pop Generation에서 첫번째 싱글인 〈너에게 닿기를〉을 발표했고, 2016년 2월 3일 첫 앨범 《DIARY》을 발매했다.
2020년 3월 30일, 에비스 마스캇츠 (1.5세대) 멤버로 다시 복귀했다. 나이에 비해서 얼굴은 귀여운데 위험한 의상을 입는다.
콤플렉스는 작은 가슴이라고 한다. 가슴이 커진다고 하는 음식과 마사지 등 여러 민간요법을 사용했으나 소용이 없었고 지금은 포기 상태로 있는 그대로의 자신을 봐줬으면 좋겠다고 밝혔다.

## 같이 보기
- 성인 비디오 / 배우
- 에비스 마스캇츠
- 에비스 마스캇츠 (1.5세대)